# Melitaea striata
Melitaea striata är en fjärilsart som beskrevs av Ksenzhopol'sky 1911. Melitaea striata ingår i släktet Melitaea och familjen praktfjärilar. Inga underarter finns listade i Catalogue of Life.